# Saint-Sulpice-des-Landes (Loire-Atlantique)
Saint-Sulpice-des-Landes foi uma comuna francesa na região administrativa da Pays de la Loire, no departamento de Loire-Atlantique. Estendia-se por uma área de 30,78 km². Em 2010 a comuna tinha 650 habitantes (densidade: 21,1 hab./km²).. 
Em 1 de janeiro de 2018, passou a formar parte da comuna de Vallons-de-l'Erdre.